# Gatis Smukulis
Gatis Smukulis (Valka, 15 d'abril de 1987) és un ciclista letó, professional des del 2009. Actualment corre a l'equip Delko-Marseille Provence-KTM.
Com a ciclista amateur aconseguí nombroses victòries importants, com ara diversos campionats nacionals i el Cinturó de l'Empordà de 2007, que l'obriren les portes al camp professional. El 2011 aconseguí la seva primera victòria com a professional en guanyar la primera etapa de la Volta a Catalunya amb final a Lloret de Mar.

## Palmarès
- 2005
  - 1r al Trofeu Karlsberg
  - 1r al Giro de la Basilicata i vencedor d'una etapa
  - 1r al Kroz Istru i vencedor d'una etapa
  - 1r al Tour de la regió de Łódź
- 2006
  -  Campió de Letònia en ruta sub-23
  -  Campió de Letònia en contrarellotge sub-23
  - Vencedor d'una etapa del Tour del Gavaudan
- 2007
  - 1r al Gran Premi Guillem Tell
  - 1r al Gran Premi de Riga
  - 1r al Cinturó de l'Empordà
- 2008
  -  Campió de Letònia en contrarellotge sub-23
  - 1r al Boucles de Sud Ardèche
  - 1r al Tour de Flandes sots 23
  - 1r a la Bordeus-Saintes
  - Vencedor d'una etapa de la Ronda de l'Isard d'Arieja
- 2011
  -  Campió de Letònia en contrarellotge
  - Vencedor d'una etapa de la Volta a Catalunya
- 2012
  -  Campió de Letònia en contrarellotge
- 2013
  -  Campió de Letònia en contrarellotge
- 2014
  -  Campió de Letònia en contrarellotge
- 2015
  -  Campió de Letònia en contrarellotge
- 2016
  -  Campió de Letònia en ruta
  -  Campió de Letònia en contrarellotge

### Resultats al Tour de França
- 2013. 119è de la classificació general
- 2014. 100è de la classificació general

### Resultats al Giro d'Itàlia
- 2012. 84è de la classificació general

### Resultats a la Volta a Espanya
- 2012. 117è de la classificació general
- 2015. 146è de la classificació general
- 2016. 83è de la classificació general